# Pfarrkirche Deutsch-Griffen

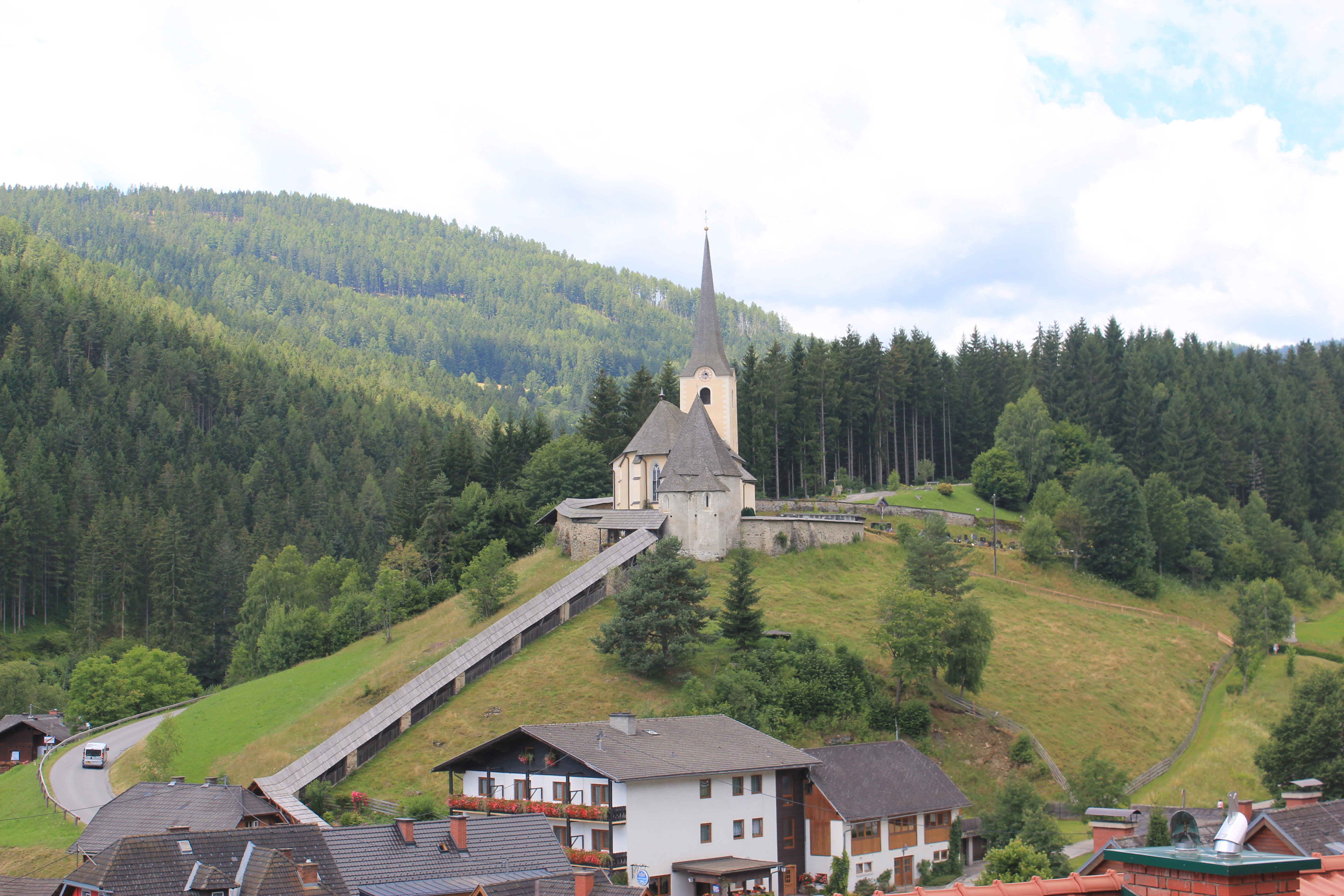
Pfarrkirche

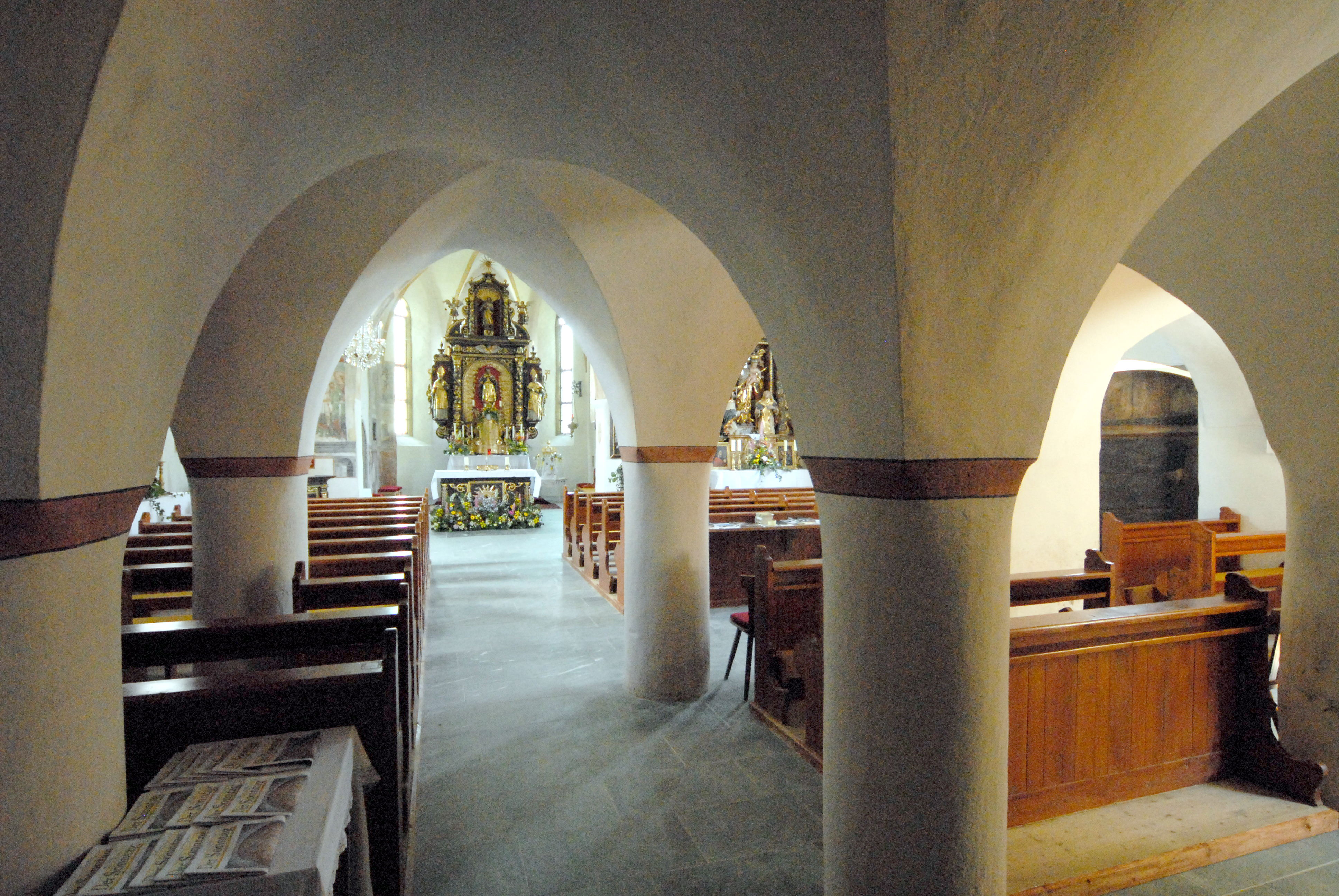
Innenansicht

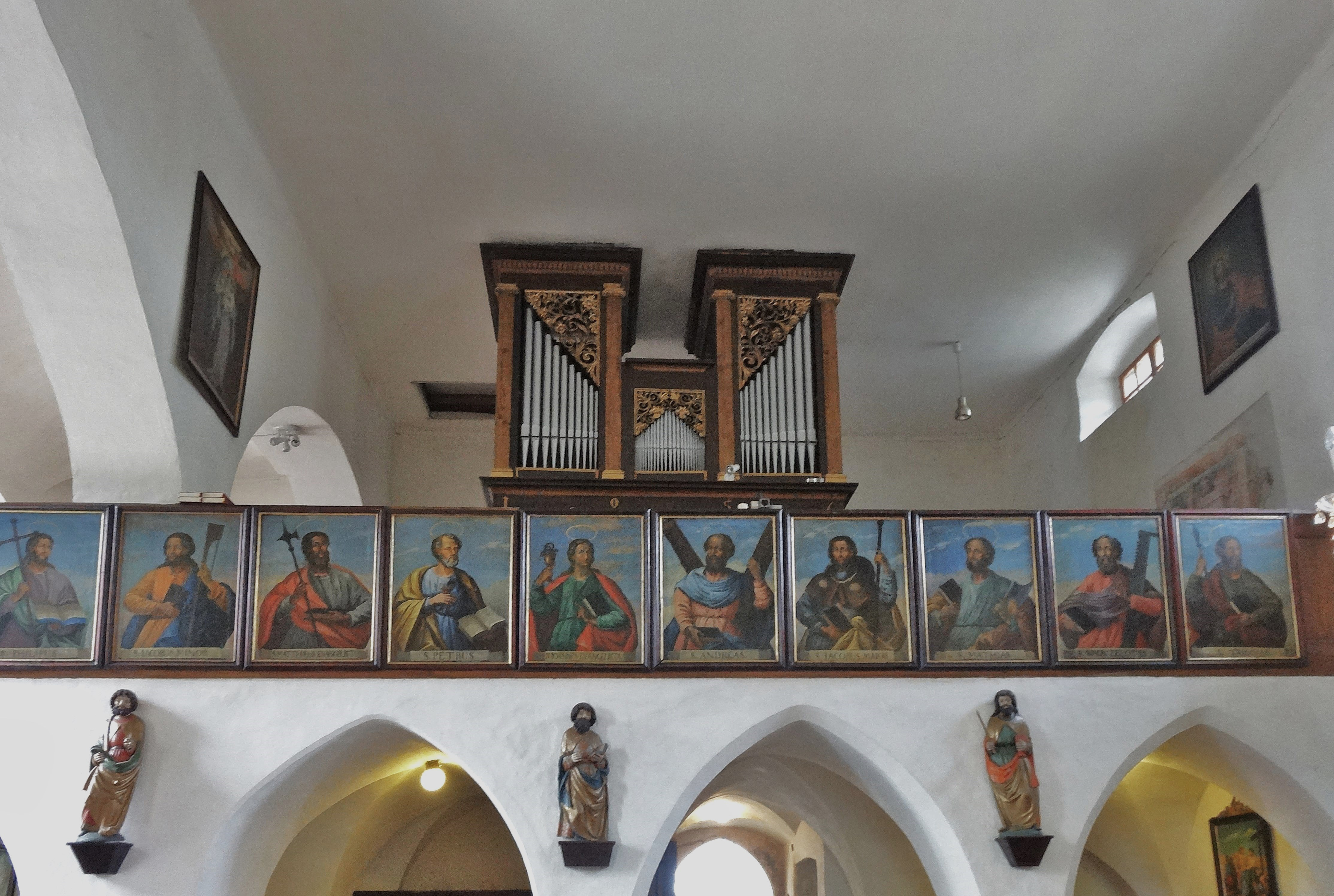
Blick zur Empore

Die römisch-katholische Pfarrkirche hl. Jakobus der Ältere steht in der Ortschaft Deutsch Griffen der Gemeinde Deutsch-Griffen in Kärnten auf einem Hügel südwestlich des Ortes. Sie ist von einem Friedhof mit einer bis zu 3,8 Meter hohen, ehemals wehrhaften spätgotischen Mauer umgeben und durch einen langen, überdachten Stiegenaufgang mit dem Pfarrhof im Ort verbunden.

## Geschichte
1043 stiftete Hemma von Gurk in Deutsch-Griffen eine Privatkapelle. 1157 ging die Kapelle als Schenkung an das Gurker Domkapitel. 1218 wurde Deutsch-Griffen erstmals als Pfarre genannt.

## Baubeschreibung
Die Kirche mit einem romanischen Kern besitzt einen gotischen Chorschluss aus dem 14. Jahrhundert, der von dreistufigen Strebepfeilern gestützt wird.  Das Langhaus wurde 1697 nach Süden verbreitert. Der vorgestellte Westturm mit gotischem Kern wurde 1638 erneuert und mit barocken Schallöffnungen versehen. Ein achtseitiger, geschweifter Spitzhelm bekrönt den Turm. Die offene Vorhalle im Turmerdgeschoß ist kreuzgratgewölbt. Das spitzbogige, abgefaste, gotische Westportal besitzt eine eisenbeschlagene Tür.
Im ursprünglichen Langhaus ist eine Flachdecke eingezogen. Der südliche Erweiterungsbau ist kreuzgratgewölbt. Die vierachsige, zweijochige Westempore ist kreuzgratunterwölbt und ruht zum Teil auf gotischen Rundpfeilern. Der spitzbogige gotische Triumphbogen weist an der Südseite ein romanisches Kämpfergesims auf. Über dem Chor mit quadratischem Joch und Fünfachtelschluss erhebt sich ein gotisches Kreuzgratgewölbe. Der Chorschluss besitzt drei gotische Maßwerkfenster. An der Chorsüdseite befinden sich ein Fenster mit gotischem Gewände sowie ein romanisches Fenster mit einer gotischen Scheibe aus dem 15. Jahrhundert, darstellend ein Christushaupt. Von der Chornordseite führt ein rundbogiges, abgefastes Portal mit einer eisenbeschlagenen Tür in die kreuzgratgewölbte Sakristei.
In der westlichen Mauer haben sich Schießscharten erhalten. Der überdachte Stiegenaufgang vom Pfarrhof zur Kirche mit 178 Stufen entstand 1755.

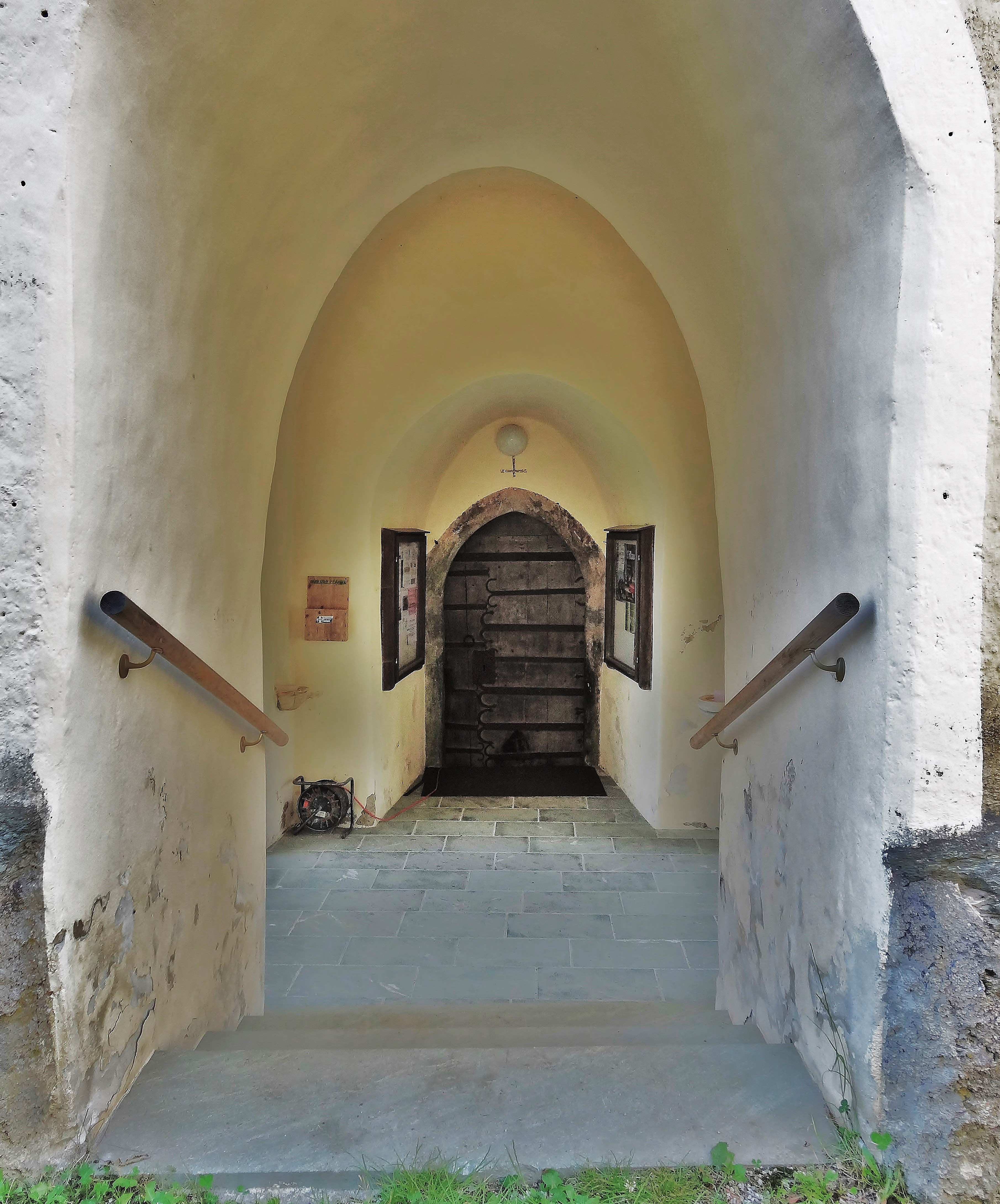
Das Westportal
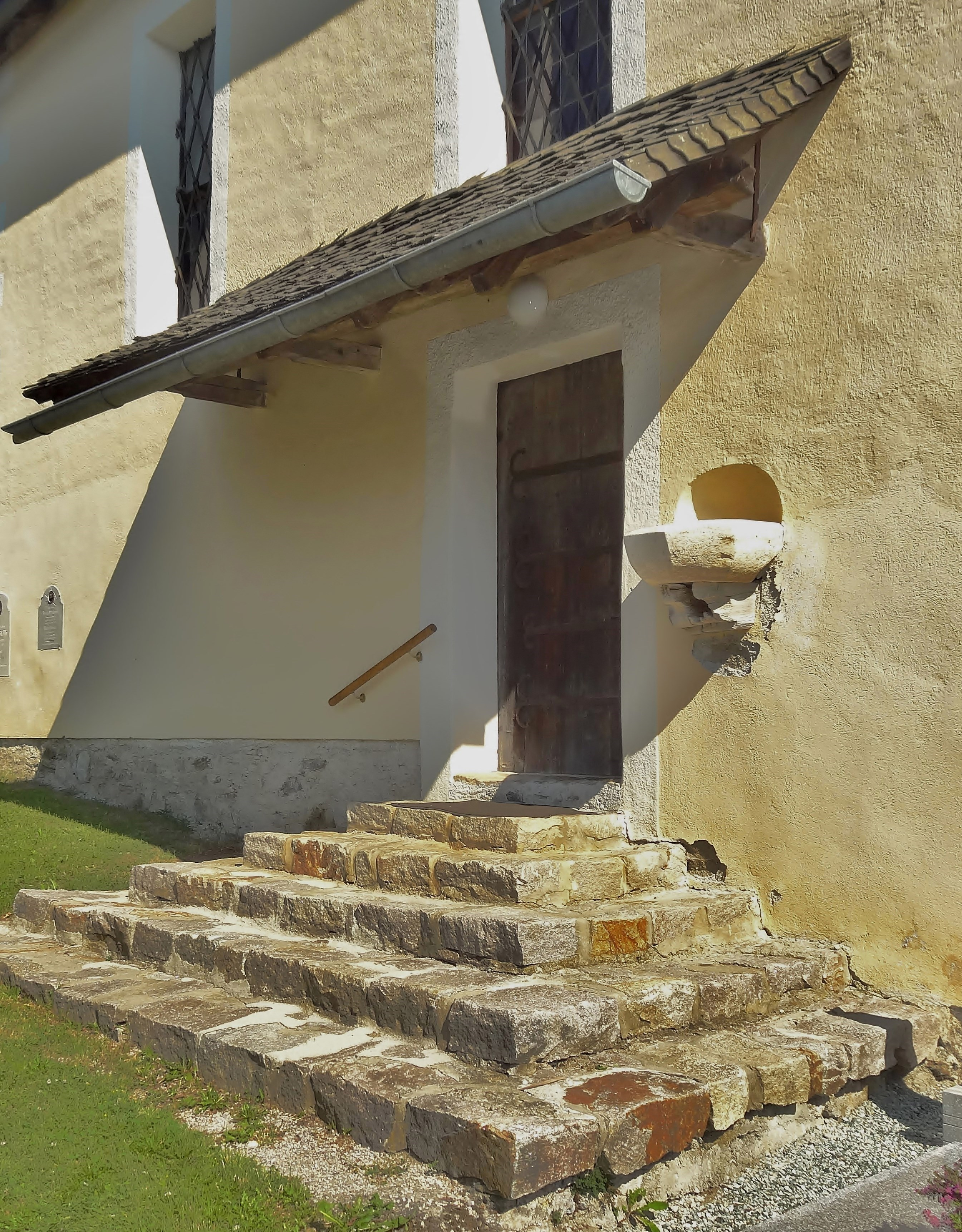
Das Südportal
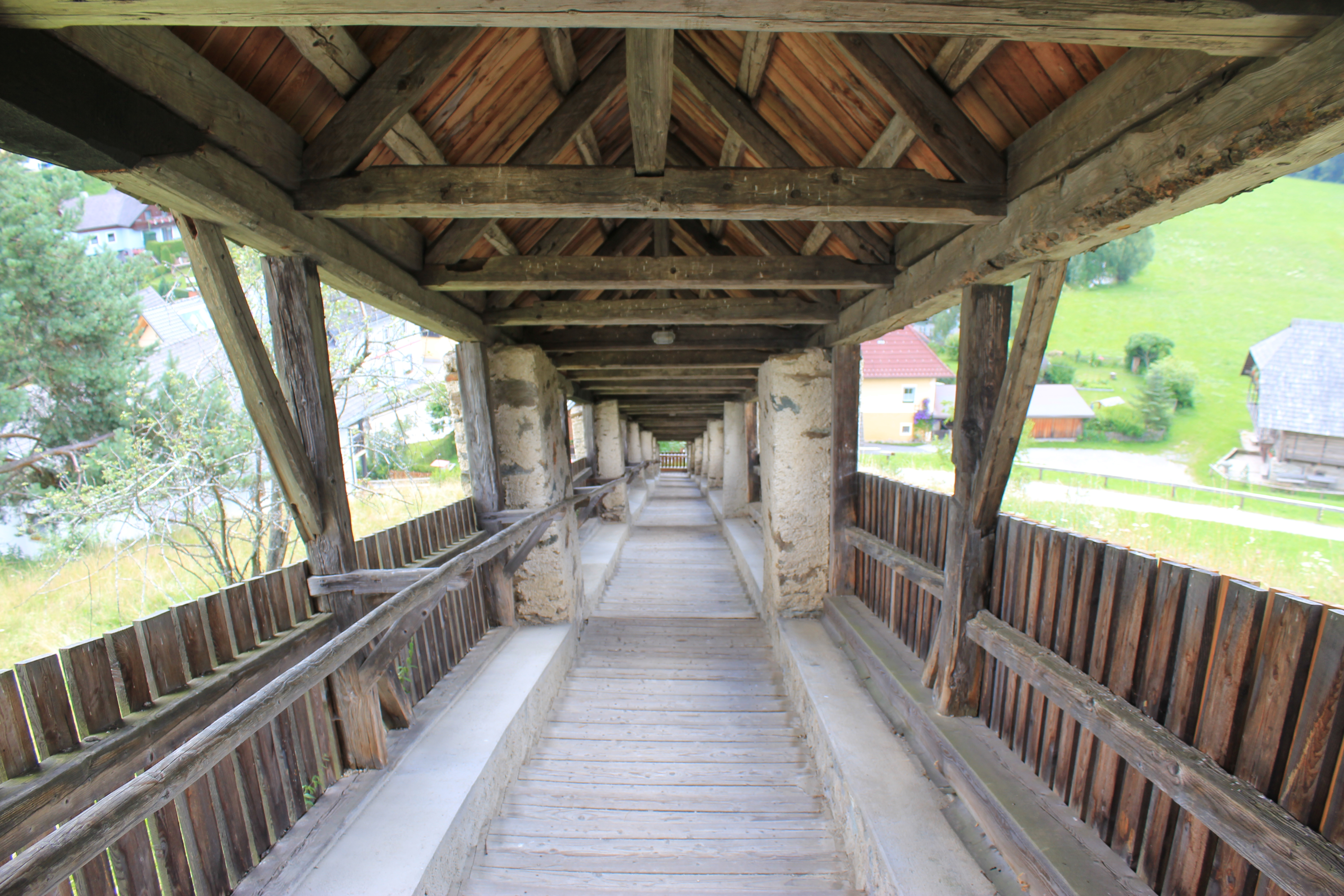
Der überdachte Treppenaufgang

## Wandmalereien

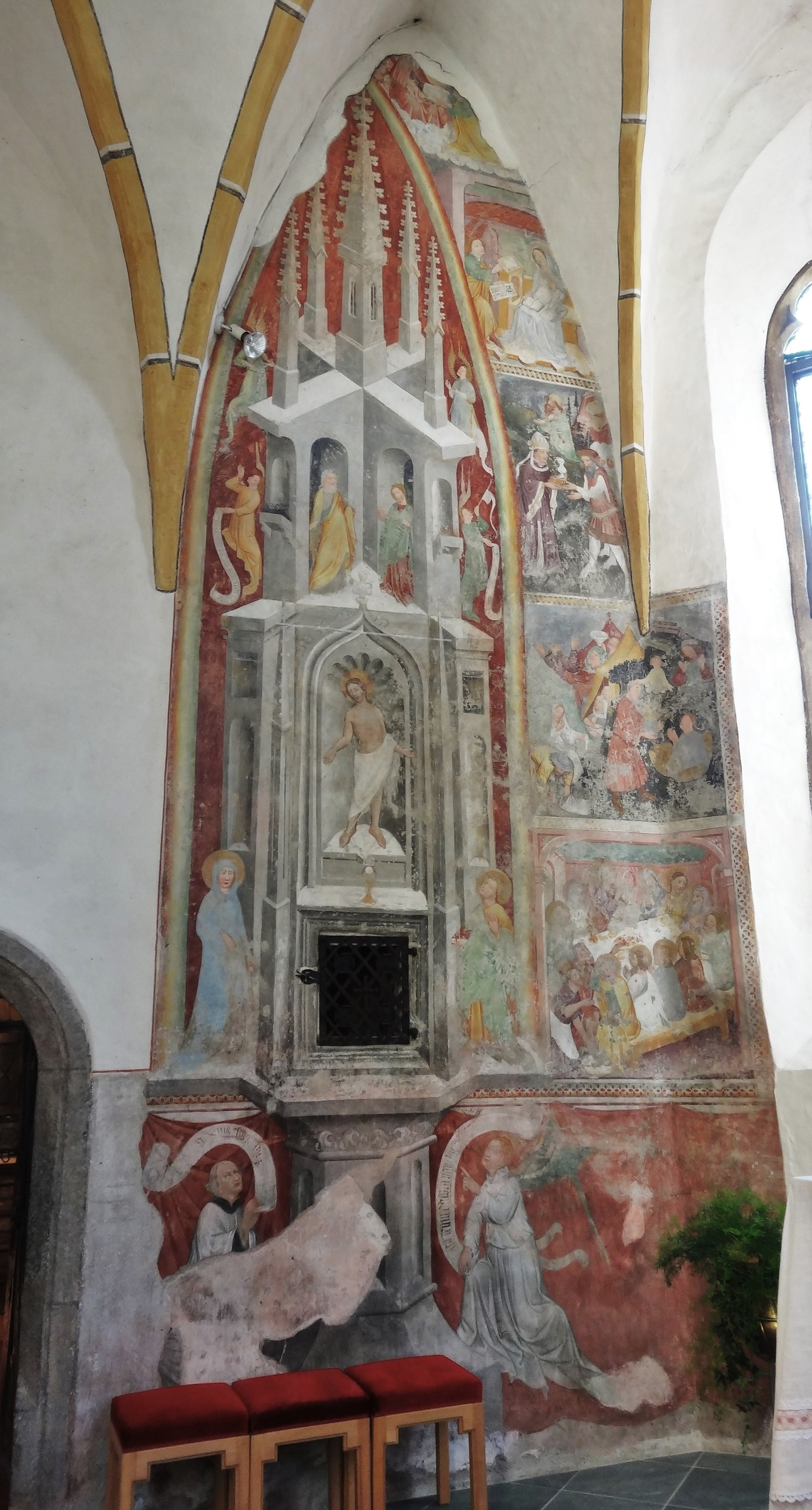
Gemaltes Sakramentshaus

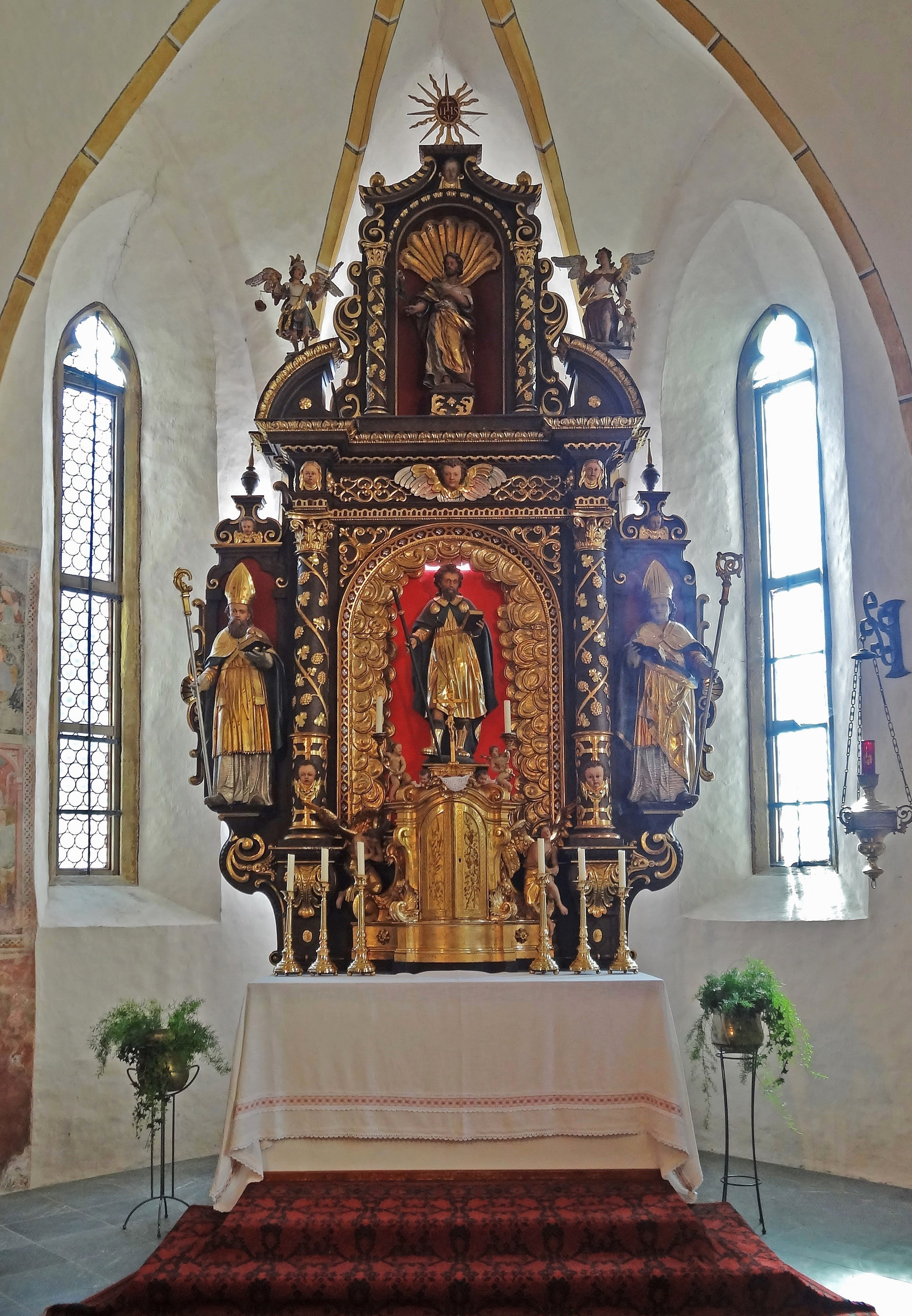
Der Hochaltar

Das Christophorusgemälde außen an der Chorsüdwand stammt vom Ende des 14. Jahrhunderts. Die Bedeutung der 1928 freigelegten Fresken im Innenraum der Kirche von Deutsch-Griffen besteht darin, dass sie mit der Tradition der älteren Villacher Schule brechen. Die durchlaufende Bilderzählung wird aufgegeben, zwei Szenen werden in je einem Feld zusammenfügt und die Felder durch Bordüren getrennt.
An der Chornordwand befindet sich ein um eine Sakramentsnische gemaltes Sakramentshaus mit einem Schmerzensmann, Maria, Johannes und den beiden Aposteln Jakobus, darunter ein geistlicher Stifter und Engel. Rechts daneben sind die Verkündigung, das Opfer des Melchisedek, die Speisung des Elija, das Sammeln des Manna, Daniel in der Löwengrube, die Fußwaschung und das Abendmahl dargestellt. Diese Fresken stammen von Friedrich von Villach und seiner Werkstatt. Sie entstanden um oder nach 1452. Als Stifter der Chorfresken kommt der Gurker Dompropst Johannes Hinderkircher in Frage. Die schlecht erhaltenen Gemälde vom Ende des 14. Jahrhunderts in der Triumphbogenlaibung zeigen Halbfiguren weiblicher Heiliger. An der nördlichen Triumphbogenwand sind die Auferstehung Jesu Christi, Christi Himmelfahrt, Pfingsten dargestellt; Christus in der Vorhölle ist nur mehr als Rest vorhanden. Darunter sind neben einem heiligen Bischof die Heiligen Helena, Georg und Katharina von Alexandrien zu sehen. Diese Gemälde stammen aus der Mitte des 15. Jahrhunderts. In dieselbe Zeit werden die Fragmente des Passionszyklus an der Langhausnordwand datiert. Zu sehen ist noch der Einzug Jesu in Jerusalem, das Letzte Abendmahl und der Ölbergszene, der Rest wird von der Westempore verdeckt.

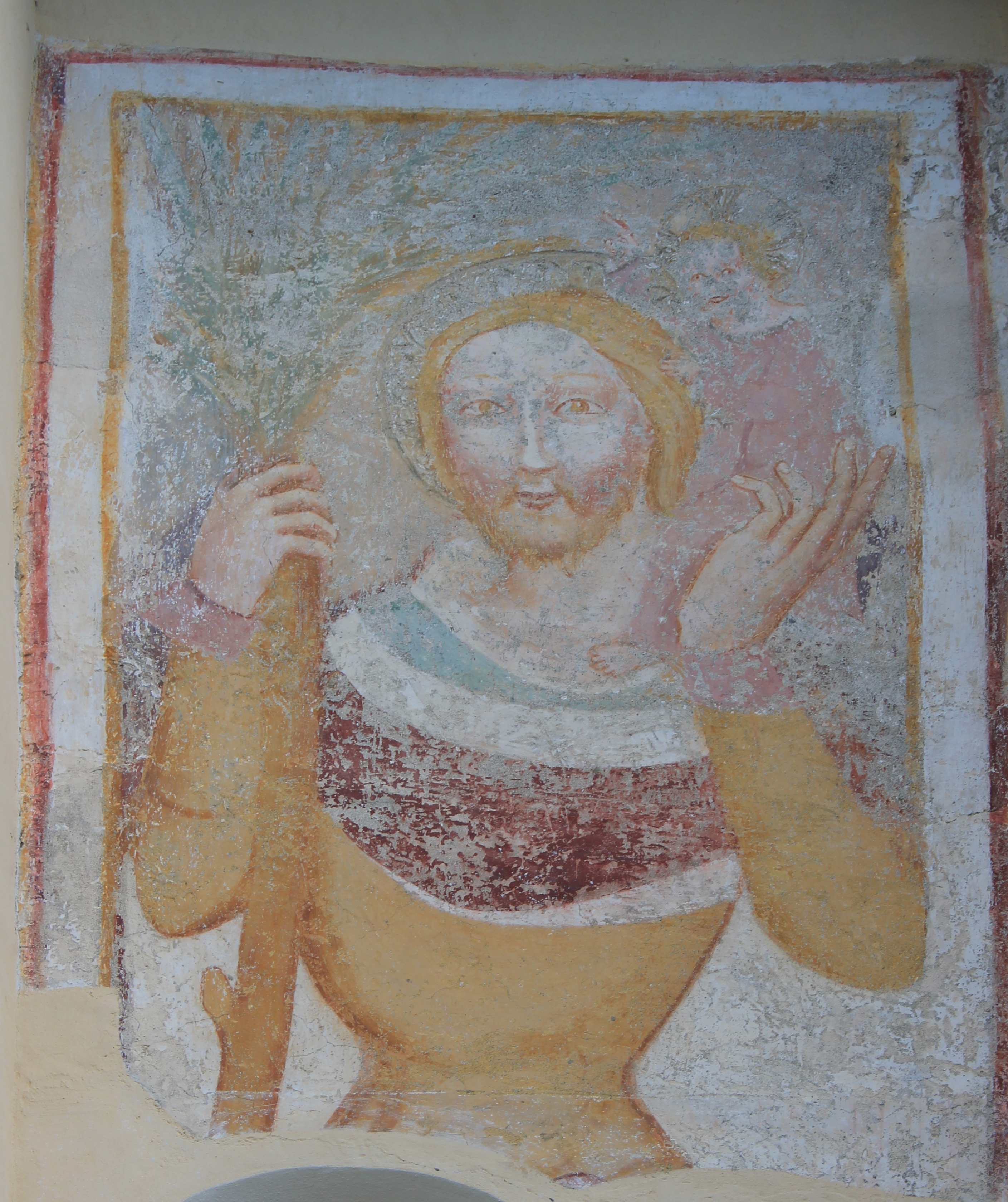
Christophorusfresko außen an der Chorsüdwand
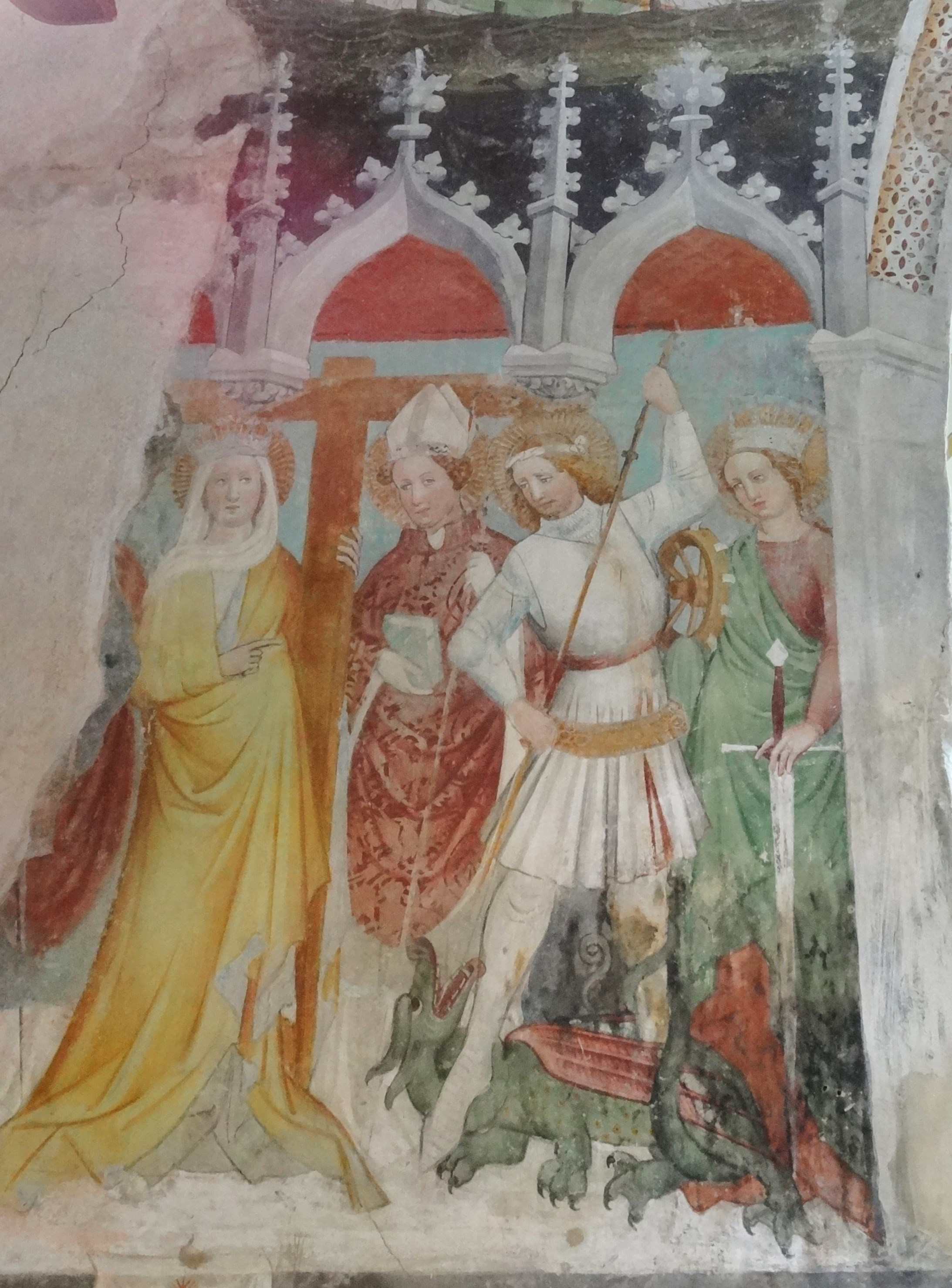
Untere Teilansicht des Freskos an der nördlichen Triumphbogenwand
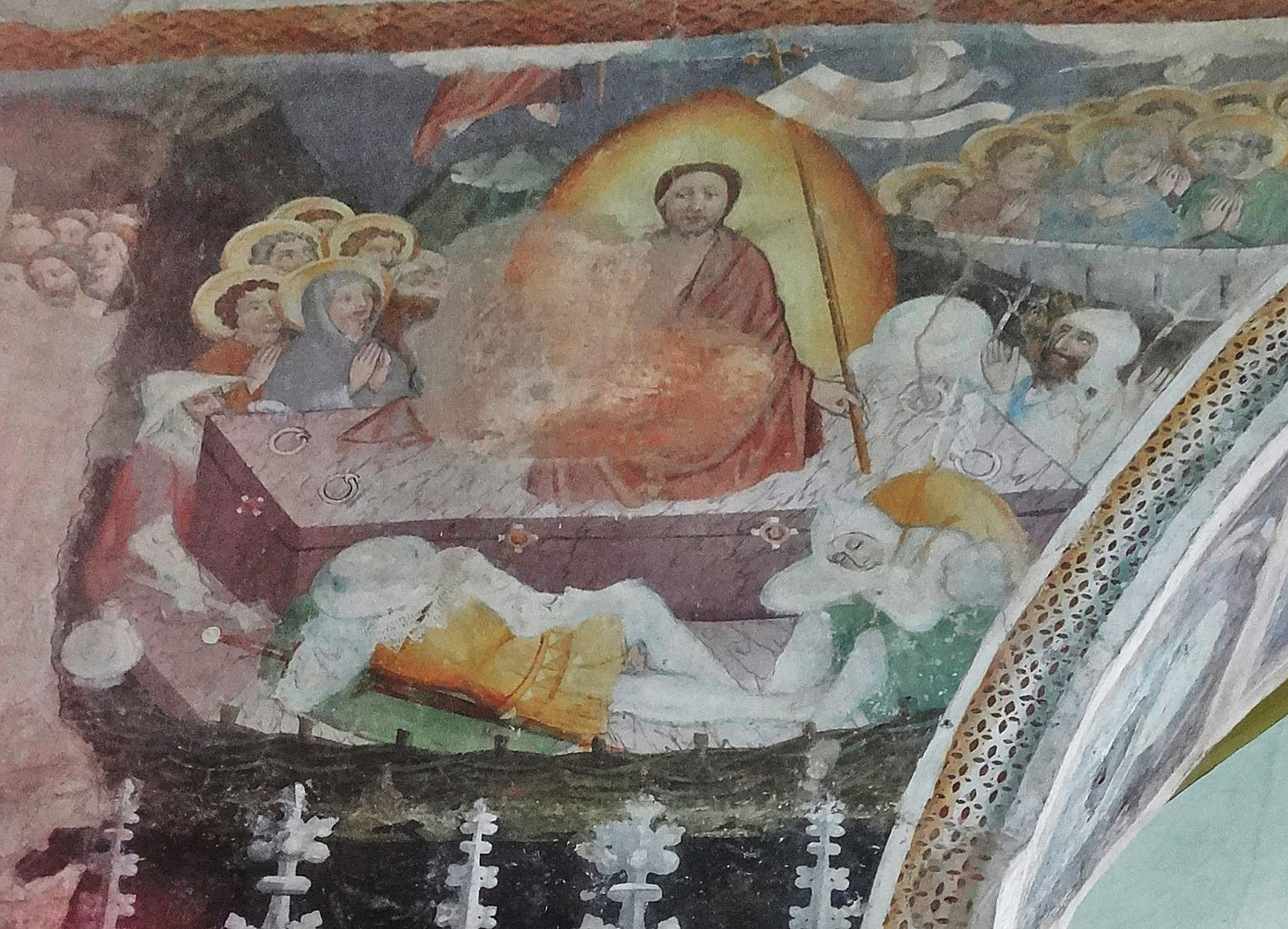
Obere Teilansicht des Freskos an der nördlichen Triumphbogenwand (s. Text)

## Einrichtung

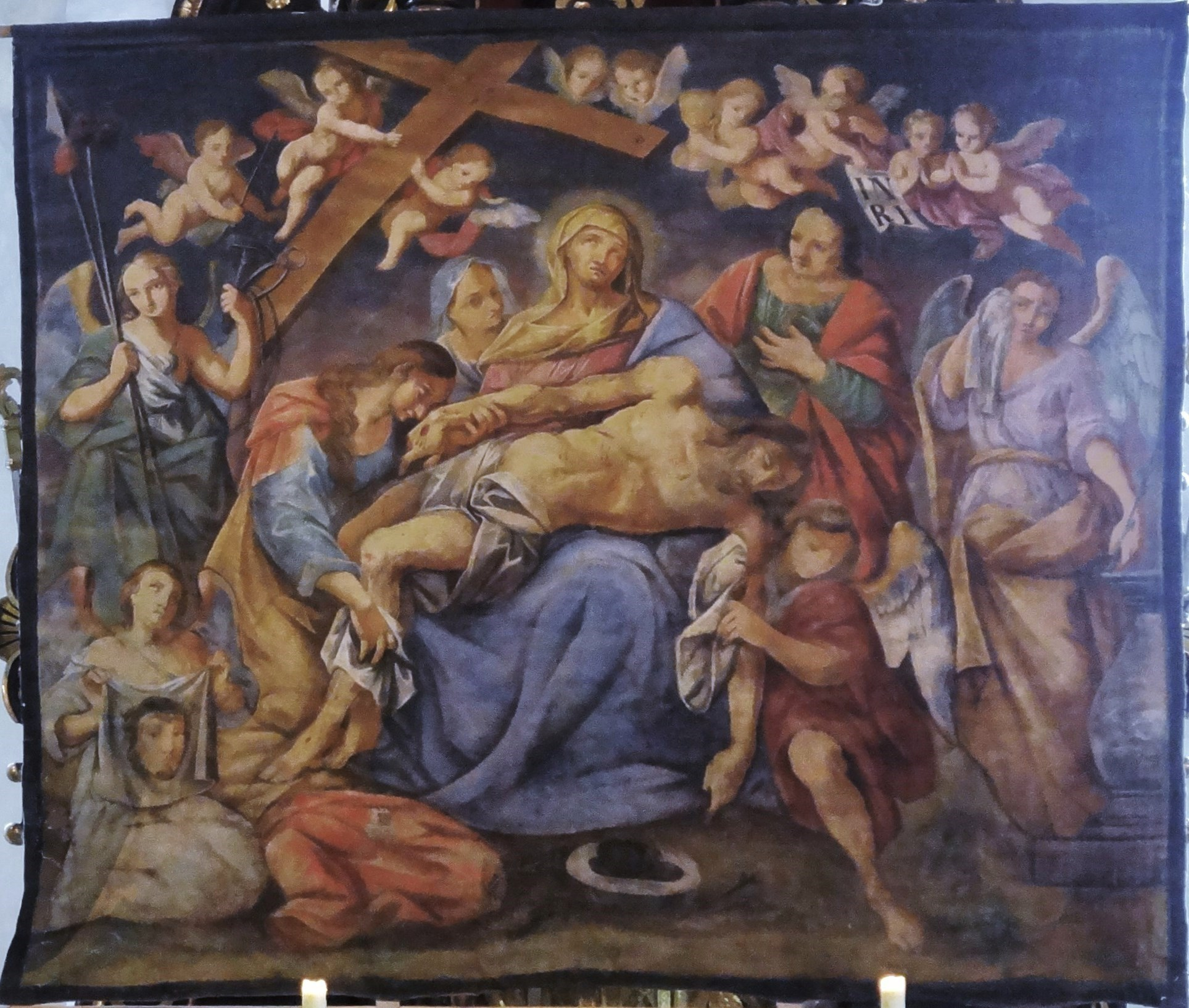
Das Fastentuch

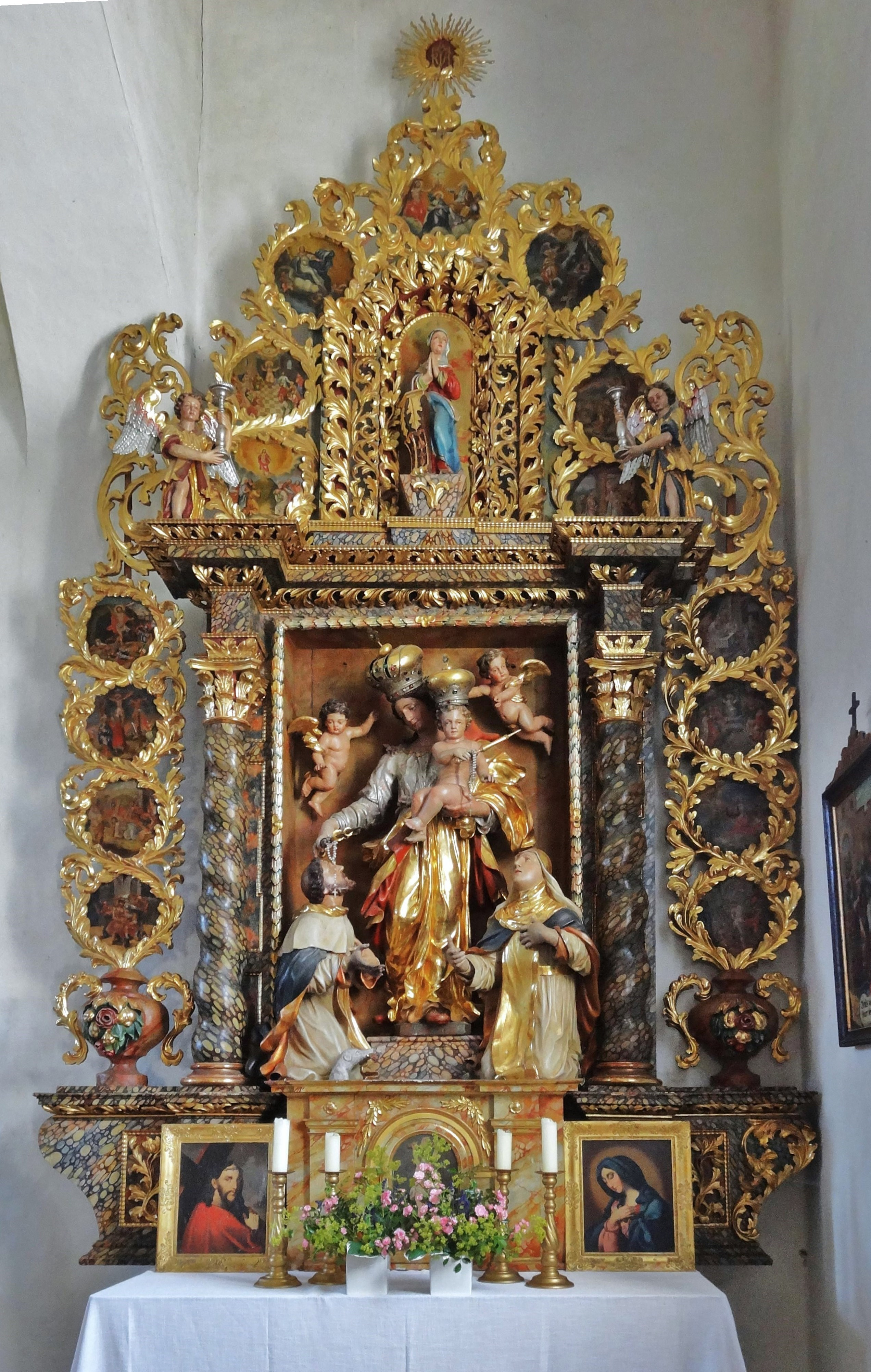
Der Rosenkranzaltar

Der um 1640 gefertigte barocke Hochaltar ist ein Ädikulaaltar mit gesprengtem Segmentgiebel und einer kleinen Ädikula zwischen den Segmenten als Aufsatz. Der Altar trägt im Hauptgeschoß die Figur des Kirchenpatrons, flankiert vom heiligen Nikolaus sowie einem weiteren heiligen Bischof. Im Aufsatz steht eine Figur des heiligen Josef aus der ersten Hälfte des 18. Jahrhunderts sowie auf den Segmenten die Erzengel Michael und Gabriel. Der Tabernakel des Altars entstand 1757/1760. Eine Besonderheit stellt das einszenige Fastentuch aus dem letzten Drittel des 18. Jahrhunderts dar, mit dem der Altar während der Fastenzeit verhängt wird. Es zeigt die Beweinung Christi.
Der linke Seitenaltar ist ein Ädikulaaltar mit einer Ädikula mit Volutengiebel als Aufsatz. Das Altarblatt von 1656 stellt die Kreuzigung dar. Im Aufsatz steht eine Monstranz zwischen Putti, seitlich stehen die Figuren eines heiligen Bischofs links sowie rechts des hl. Nepomuk.
Rechts steht der um 1700 gefertigte, reich geschmückte Rosenkranzaltar mit einer Madonna und fürbittenden Heiligen, gerahmt von bemalten Medaillons in Blattranken, die wahrscheinlich von Johann Seitlinger aus Gurk stammen.
Von der ehemaligen Kanzel von 1688 ist der Korb mit der Darstellung der Evangelisten in den Brüstungsfeldern abmontiert und dient als Ambo. Unter dem ehemaligen Schalldeckel ist eine Herz-Jesu-Statue angebracht. Zur weiteren Ausstattung der Kirche zählen eine geschnitzte Kreuzigungsgruppe aus dem 17. Jahrhundert an der Südwand des Langhauses, drei spätgotische Apostelfiguren an der Emporenbrüstung, die im zweiten Viertel des 16. Jahrhunderts in einer Kärntner Werkstätten entstanden sind sowie eine Madonna aus der zweiten Hälfte des 17. Jahrhunderts.

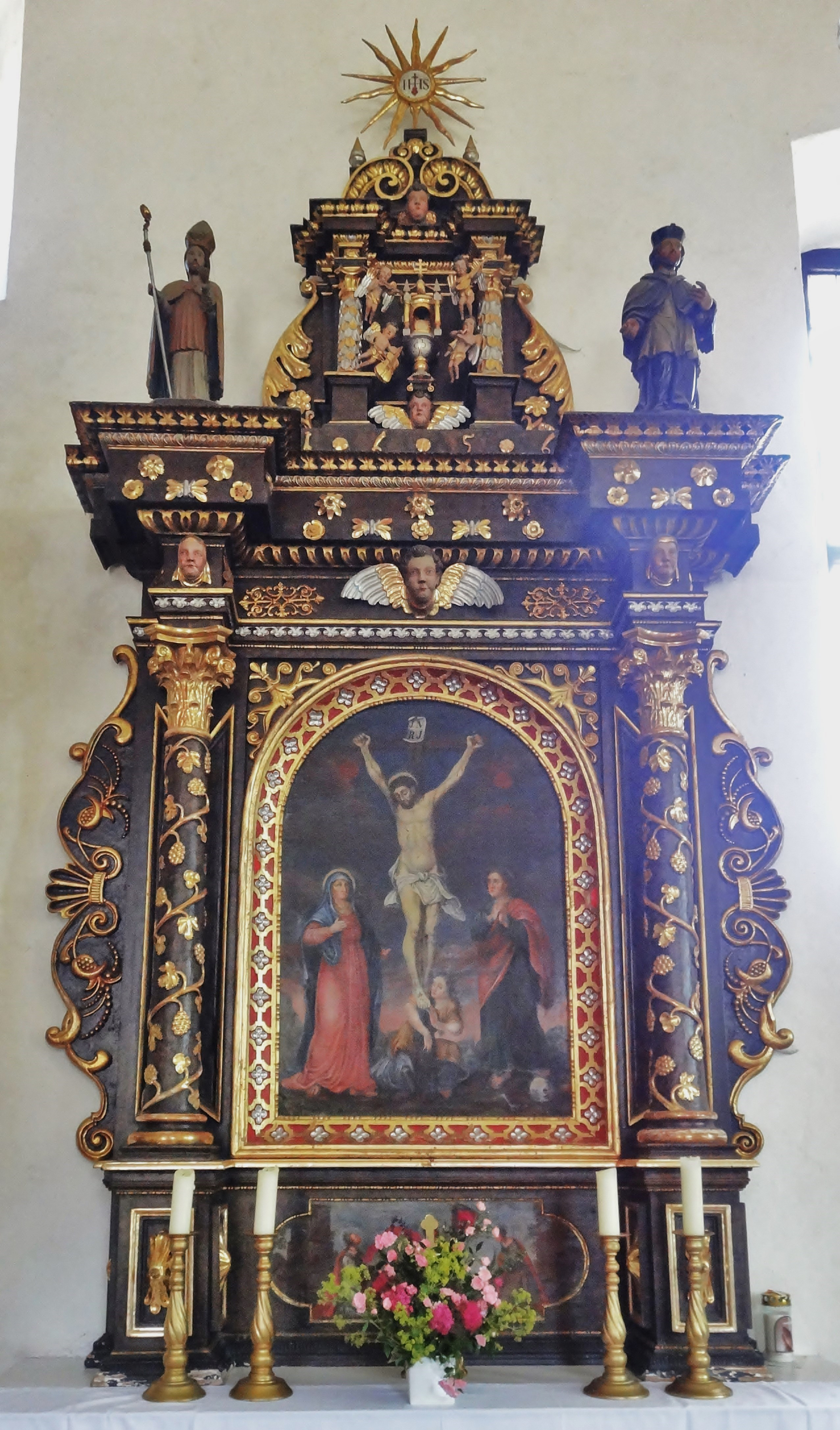
Der Kreuzigungsaltar
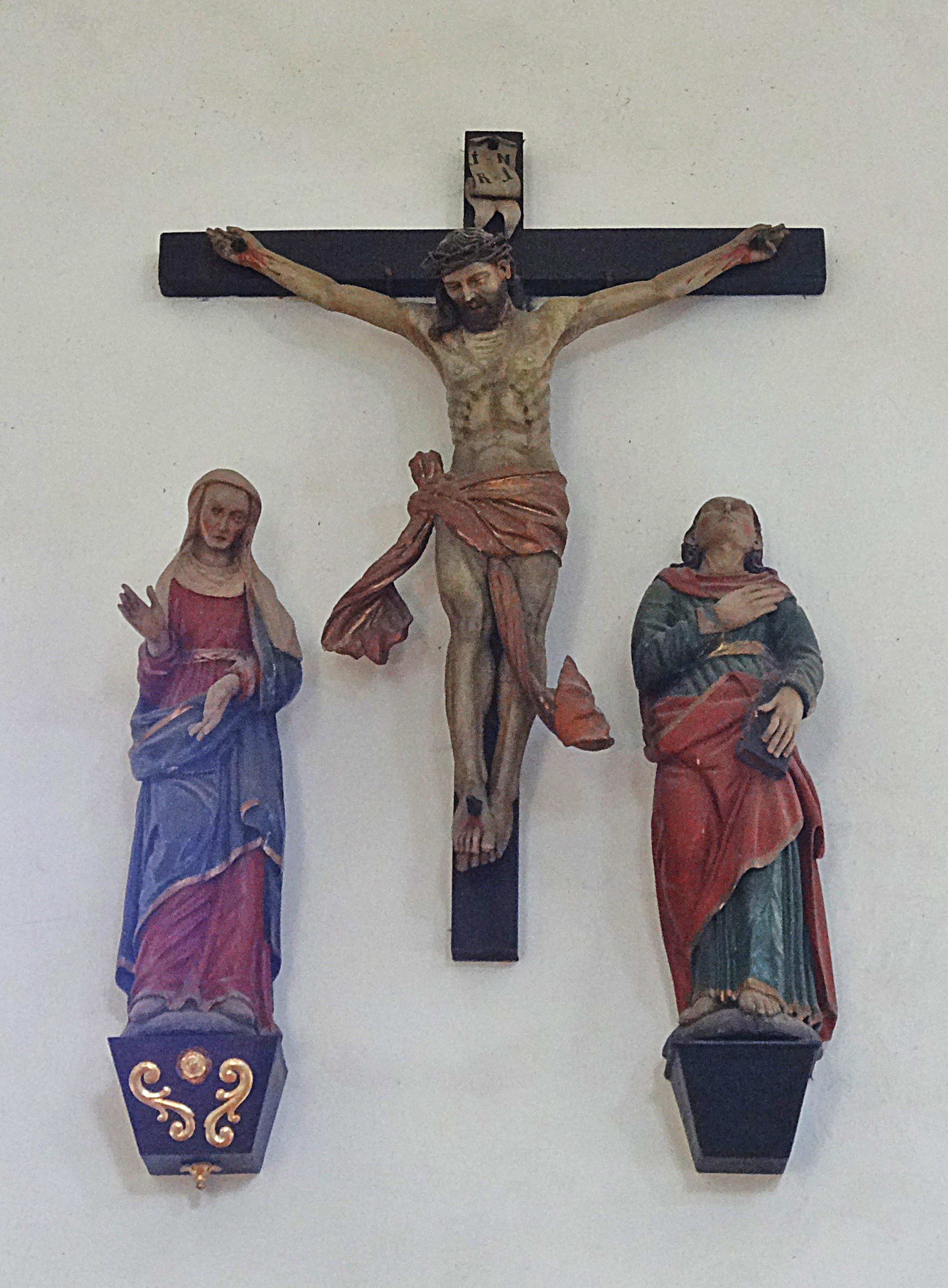
Kreuzigungsgruppe an der Südwand des Langhauses
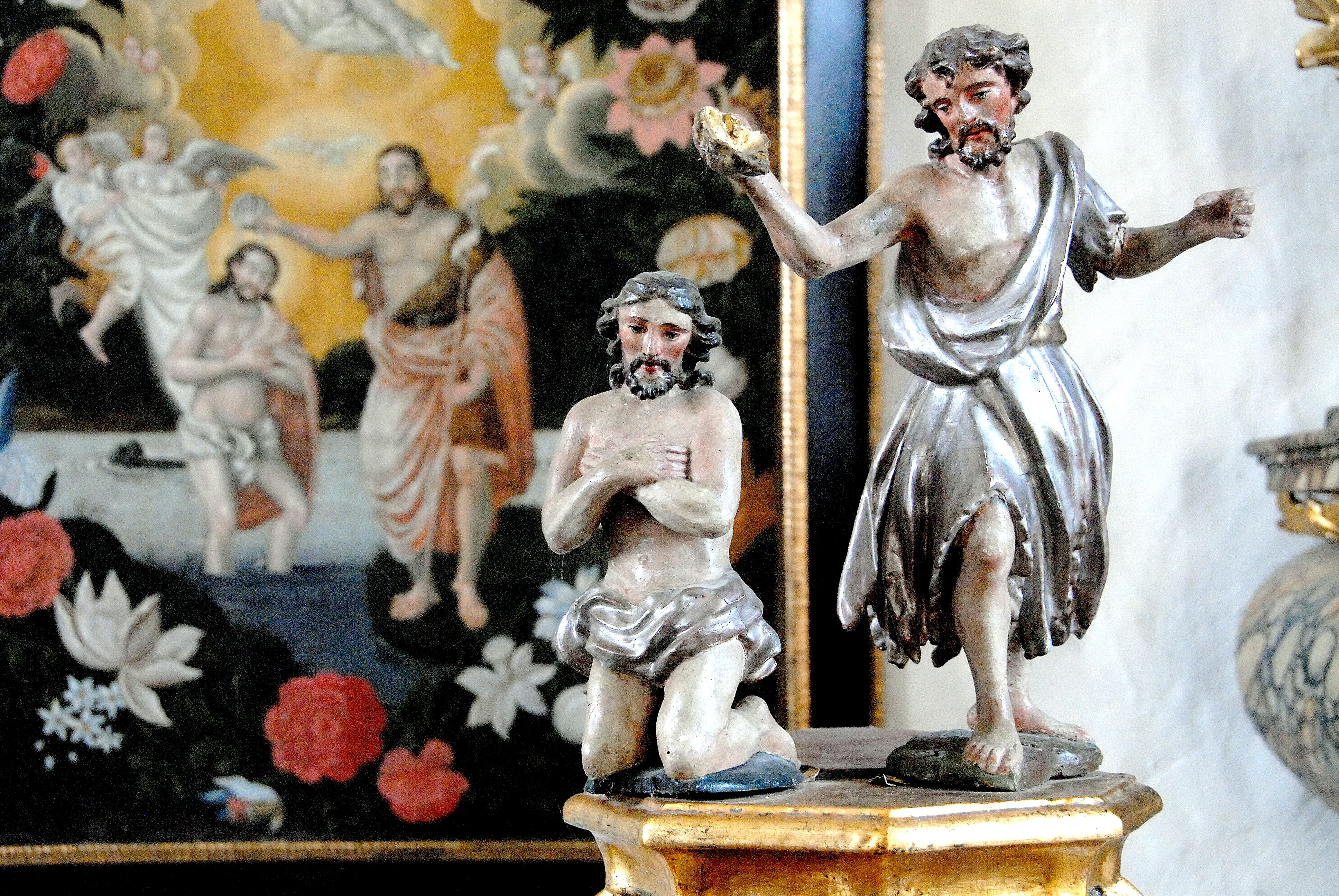
Taufszene auf dem Deckel des Taufbeckens
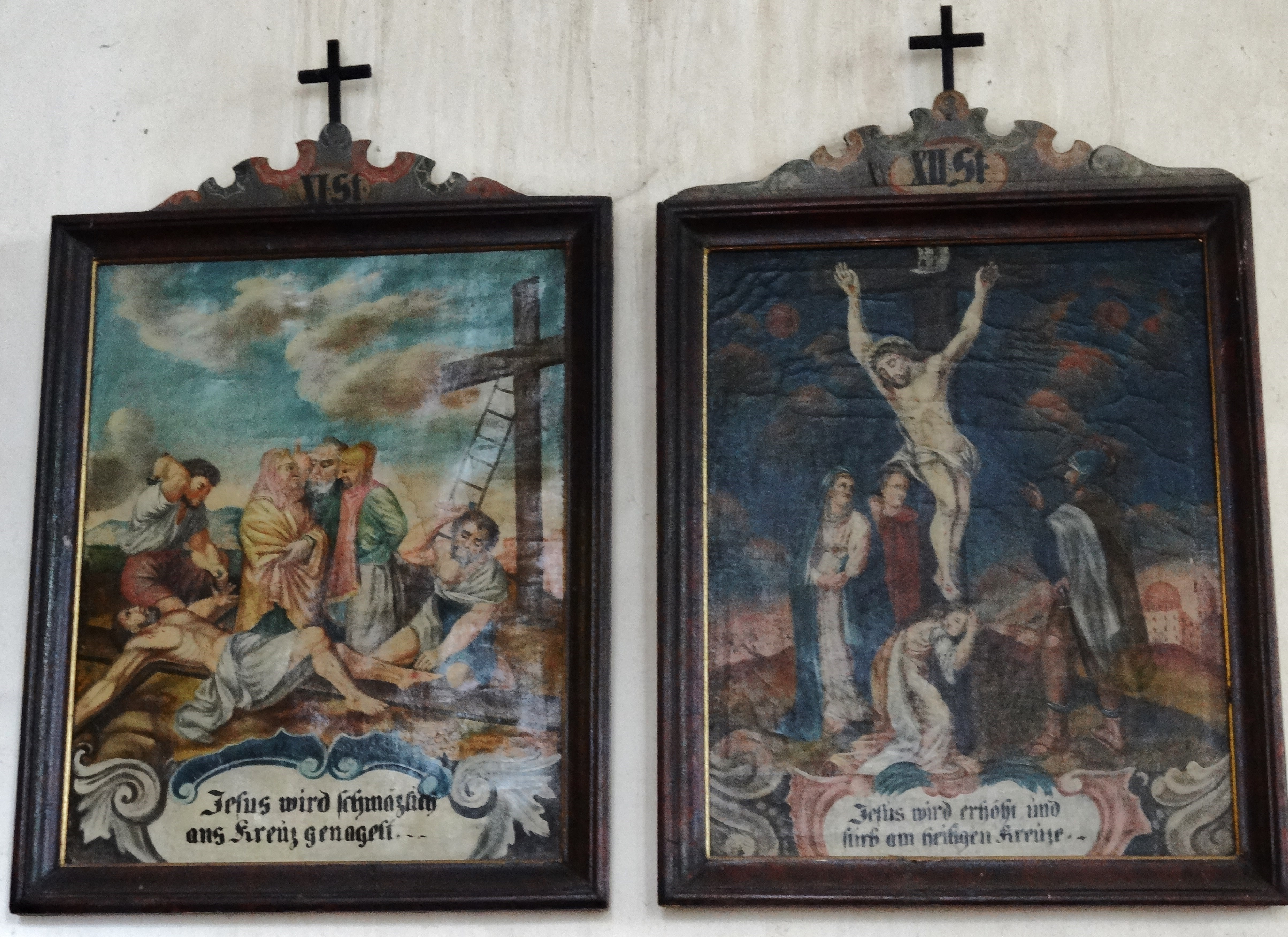
Zwei Stationen des Kreuzweges

## Karner
Der Karner in der nordöstlichen Friedhofsmauer ist dem heiligen Oswald geweiht. Der achteckige, frühgotische Bau  mit Zeltdach, zwei dreiseitigen Apsiden und gotischen Fenstern stammt aus der ersten Hälfte des 14. Jahrhunderts.

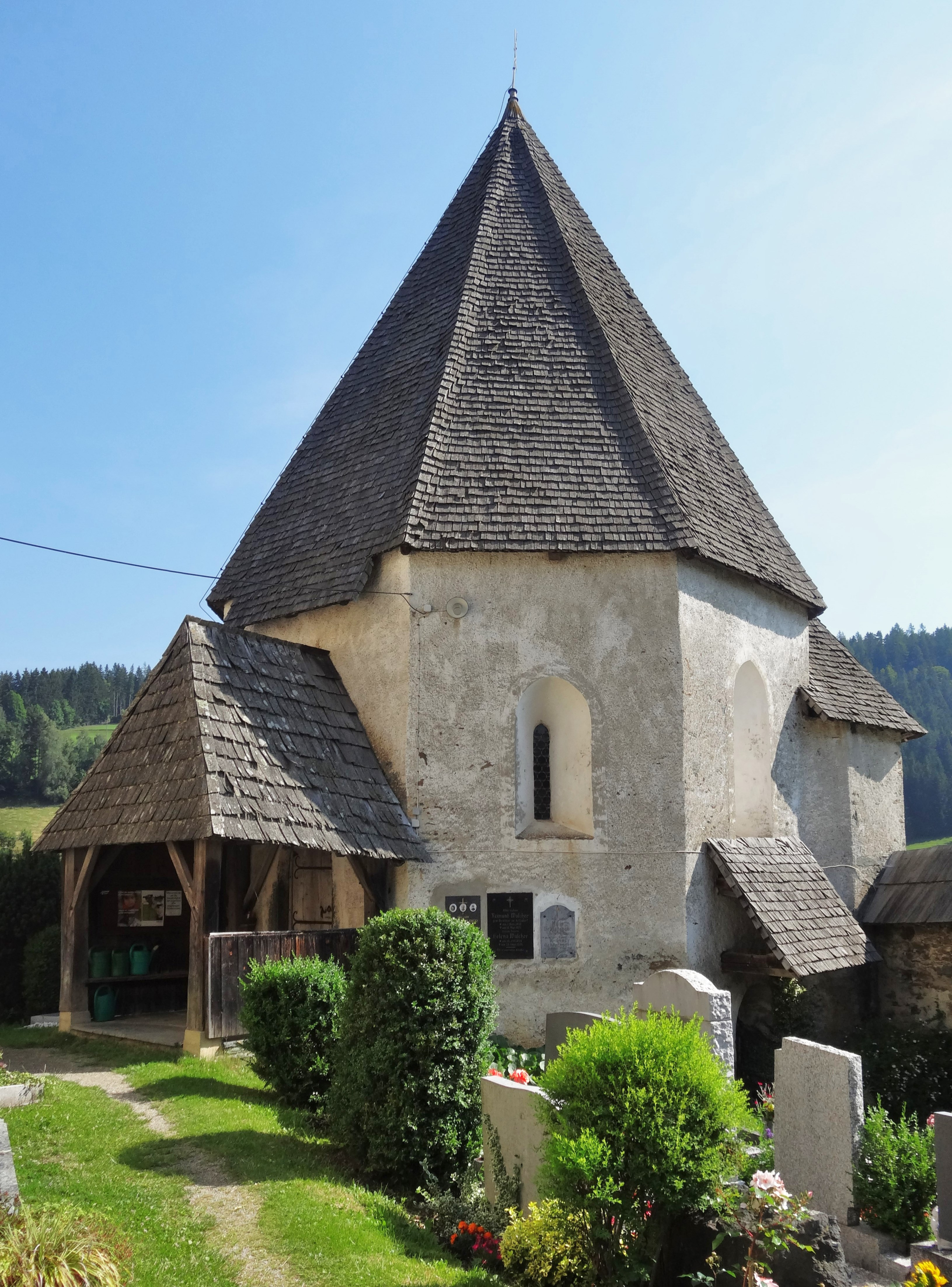
Der Karner
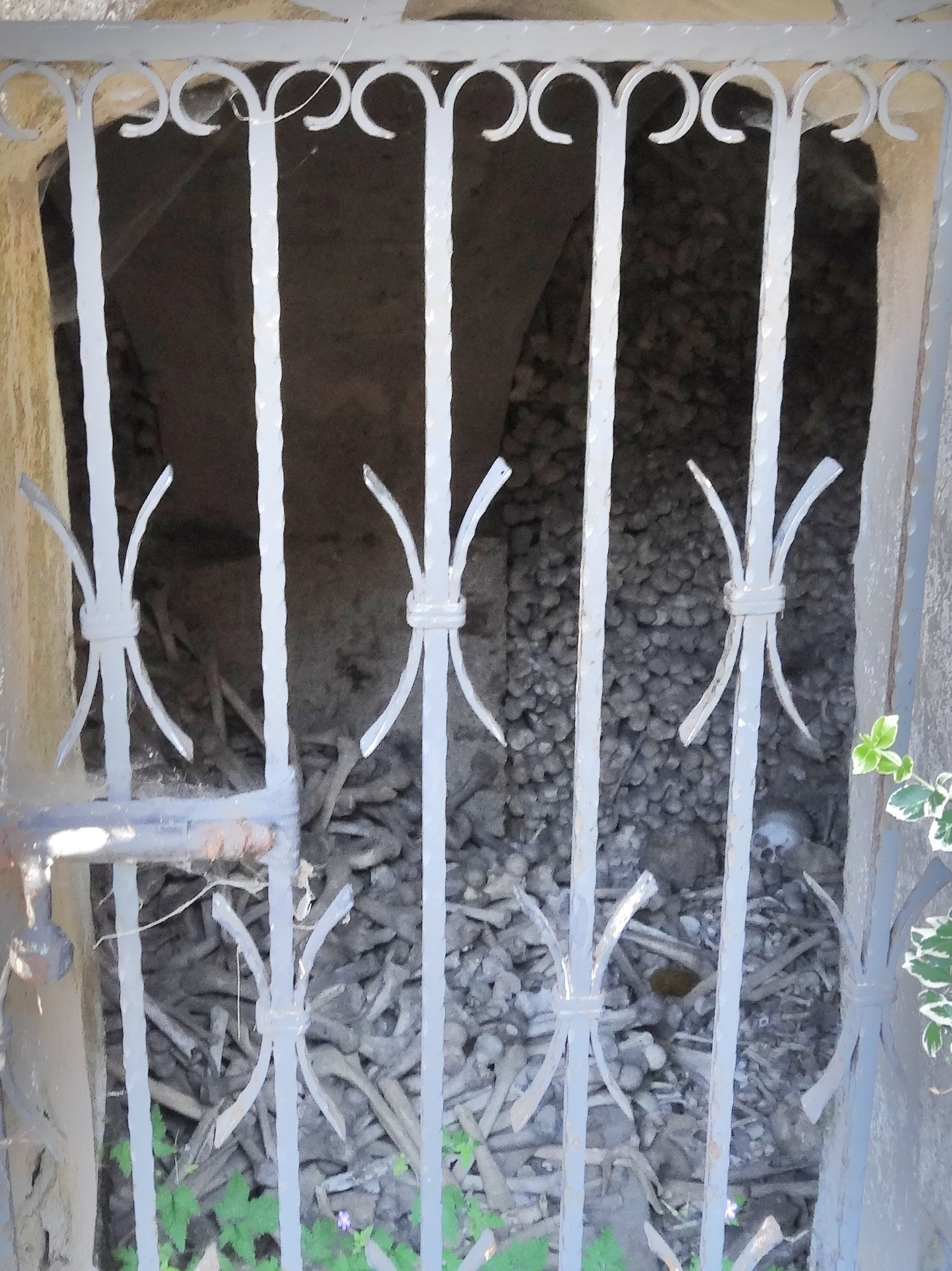
Blick in das Untergeschoß des Karners